# Mazeppa (Minnesota)
Pour les articles homonymes, voir Mazeppa.
Mazeppa est une ville américaine située dans le Comté de Wabasha, dans le Minnesota. Selon le recensement de 2010, sa population est de 842 habitants.